# آپینا
آپینا (به پرتغالی: Apiúna) یک منطقهٔ مسکونی در برزیل است که در سانتا کاتارینا واقع شده‌است. آپینا ۱۰٬۸۴۸ نفر جمعیت دارد.